# Héry (Nièvre)
Héry é uma comuna francesa na região administrativa de Borgonha-Franco-Condado, no departamento Nièvre. Estende-se por uma área de 7,88 km². Em 2010 a comuna tinha 75 habitantes (densidade: 9,5 hab./km²).